# Futbol'nyj Klub Energija Volžskij
L'Energija Volžskij, ufficialmente Futbol'nyj Klub Energija Volžskij' (in russo Футбольный клуб Энерги Волжский?), nota a lungo come Torpedo Volžskij, è una società calcistica russa con sede a Volžskij.

## Storia

### Unione Sovietica
Fondata nel 1956 col nome di Energija, dal 1958 partecipò alla Klass B, seconda serie del Campionato sovietico di calcio. Vi rimase fino al termine della stagione 1962, quando, con la riforma dei campionati sovietici, la stessa divenne terza serie e la squadra retrocesse. Rimase in Klass B fino al 1969 quando il club sparì dai campionati nazionali. Vi riapparve nel 1976, col nome di Torpedo, partecipando alla Vtoraja Liga, terza serie del campionato.
Tra il 1978 e il 1979 prese il nome di Trud (in russo lavoro), prima di tornare al nome di Torpedo; rimase in terza serie fino al 1991, anno in cui fu disputato l'ultimo campionato sovietico.

### Russia
Con la fine dell'Unione Sovietica e la nascita del campionato russo di calcio, fu collocato in Pervaja liga, la seconda serie; l'anno seguente con la riforma dei campionati fu retrocesso in Vtoraja Liga, nonostante il decimo posto finale. Nel 1994, però, vinse il proprio girone, tornando in Pervaja liga; vi rimase fino al 1997, quando si classificò ventunesima e retrocesse.
In seguito non ottenne più risultati di rilievo e alla fine del 2005 il club fu escluso dal campionato. Vi ritornò nel 2007 e, l'anno seguente, tornò alla denominazione storica di Energija.

## Palmarès

### Competizioni nazionali
- Pervenstvo Professional'noj Futbol'noj Ligi: 1

1994 (Girone Centro)

## Statistiche e record

### Partecipazione ai campionati

#### Unione Sovietica
| Livello | Categoria    | Partecipazioni | Debutto | Ultima stagione | Totale |
| ------- | ------------ | -------------- | ------- | --------------- | ------ |
| 2º      | Klass B      | 5              | 1958    | 1962            | 5      |
| 3º      | Klass B      | 7              | 1963    | 1969            | 23     |
| 3º      | Vtoraja Liga | 16             | 1976    | 1991            | 23     |

#### Russia
| Livello | Categoria       | Partecipazioni | Debutto   | Ultima stagione | Totale |
| ------- | --------------- | -------------- | --------- | --------------- | ------ |
| 2º      | Pervaja liga    | 5              | 1992      | 1997            | 5      |
| 3º      | Vtoroj divizion | 14             | 1998      | 2012-2013       | 15     |
| 3º      | PPF Ligi        | 1              | 2013-2014 | 2013-2014       | 15     |